# 페날데베 지역

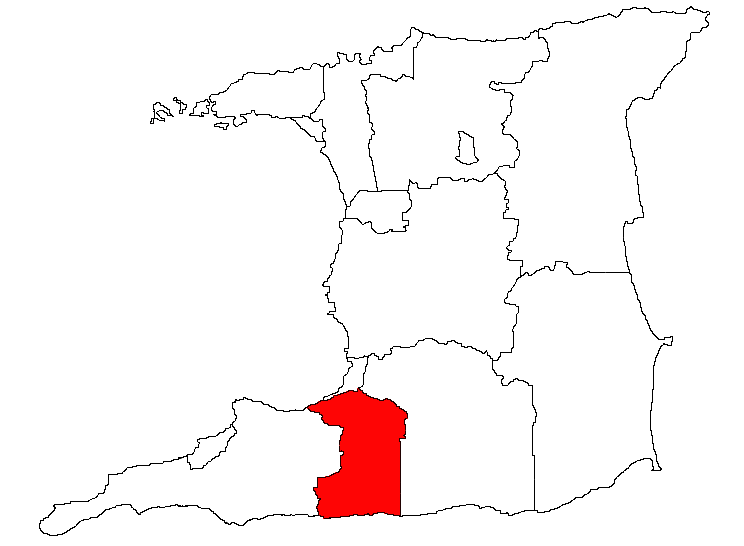
페날데베 지역의 위치

페날데베 지역(영어: Penal-Debe)은 트리니다드 토바고의 지역으로 중심 도시는 페날(Penal)이며 면적은 246.91km2, 인구는 83,609명(2000년 기준), 인구 밀도는 340명/km2이다.